# 许春樵
许春樵（1962年—），男，安徽天长人，无党派人士，中华人民共和国作家，享受国务院政府特殊津贴专家。

## 生平
1983年毕业于安徽师范大学中文系，1991年毕业于华中师范大学中文系研究生班。曾当过教师、记者，1997年调入安徽文学院任专业作家、副院长。2013年12月31日，当选为安徽省作家协会副主席。2019年5月，当选安徽省作家协会第六届主席团主席。2020年7月，当选安徽省文联第七届主席团副主席。

## 作品
- 长篇小说：《放下武器》（2003年）、《男人立正》（2007年）、《酒楼》（2009年）、《屋顶上空的爱情》（2012年）。
- 中篇小说：《谜语》（1999年）、《缴枪不杀》（1999年）、《暗伤》（1999年）、《一网无鱼》（2001年）、《生活不可告人》（2003年）、《不许抢劫》（2005年）、《九月的天空》（2010年）、《知识分子》（2011年）、《麦子熟了》（2016年）等。
- 短篇小说：《季节的景象》（1991年）、《夜幕下的化妆表情》（2000年）、《回头》（2001年）、《骨头》（2002年）、《在风中漫游》（2013年）等。
- 散文集：《重归书斋》（2004年）等。

## 社会兼职
中国作家协会全委会委员，第九、十、十一届安徽省政协委员，安徽省文联副主席，安徽省作协主席。

## 奖项和荣誉
- 2011年，《知识分子》入选中国小说学会“2011年度中篇小说排行榜”[7]
- 2013年，《知识分子》荣获《小说月报》第十五届百花奖原创中篇小说奖[8]
- 2016年，《麦子熟了》入选中国小说学会“2016年度中篇小说排行榜”[9]
- 2019年，《麦子熟了》获2013—2016年度安徽省社会科学奖一等奖[10]
- 《放下武器》、《男人立正》、《酒楼》等被改编为电视连续剧。